# Janusz Szablicki
Janusz Szablicki (ur. 20 października 1937 w Sosnowcu) – polski pisarz fantastyki naukowej o wymowie ekologicznej i cywilizacyjnej.

## Twórczość
- Konflikt (1978, zbiór opowiadań, seria Stało się jutro),
  - Śledztwo
  - Autotranslacja
  - Komórki do wynajęcia
  - Nowa teoria nieskończoności
  - Stan wyższej konieczności
  - Konflikt
- Trzecie stadium ewolucji (1980, zbiór opowiadań),
  - Holoman
  - Kłamstwo
  - Android
  - Śmieciarze Przestrzeni
  - Ucieczka
  - Olimpijczyk
  - Trzecie stadium ewolucji
- Dla każdego inny raj (1982, zbiór opowiadań).
  - Misja
  - Alternatywa
  - Zawsze będziesz sobą
  - Rekompensata
  - Dla każdego inny raj

Zadebiutował w 1972 na łamach „Młodego Technika” opowiadaniem Gra w berka. W 1976 za tekst Autotranslacja uzyskał wyróżnienie w konkursie „Nurtu". 
Opowiadania Janusza Szablickiego, nawiązujące do przygodowych, popularnych wzorców fantastyki naukowej, kontynuują tematykę prozy lat sześćdziesiątych. Autor, nie zawsze z sukcesem, próbuje oddać swoistość świata przedstawionego za pomocą neologizmów. Na uwagę zasługują zwłaszcza utwory Holoman; Kłamstwo; Ucieczka, będące przykładami psychologicznej i ekologicznej odmiany SF.
Choć Szablickiemu nie udało się osiągnąć popularności, zdaniem krytyków był on pisarzem młodego pokolenia, który najbardziej zasługuje na uwagę. Jego pisarstwo cechowała sprawność warsztatowa narracji, użycie całej palety przyszłościowych neologizmów, nieczęsta w czasie tryumfów Stanisława Lema i Janusza Zajdla samodzielność i oryginalność stylu, oraz łączenie fantastyki naukowej z prozą przygodową.
Proza Szablickiego doczekała się przekładów na język rosyjski.